# تالار اپرای یادبود جنگ
سالن اپرای ور مموریال (انگلیسی: War Memorial Opera House) یک تالار اپرا در سان فرانسیسکو، ایالات متحده آمریکا است.
این سالن که در سال ۱۹۳۲ تأسیس شده دارای ۳٬۱۴۶ نفر ظرفیت می‌باشد و بخشی از مرکز یادبود جنگ و هنرهای نمایشی سان فرانسیسکو محسوب میشود.

## نگارخانه

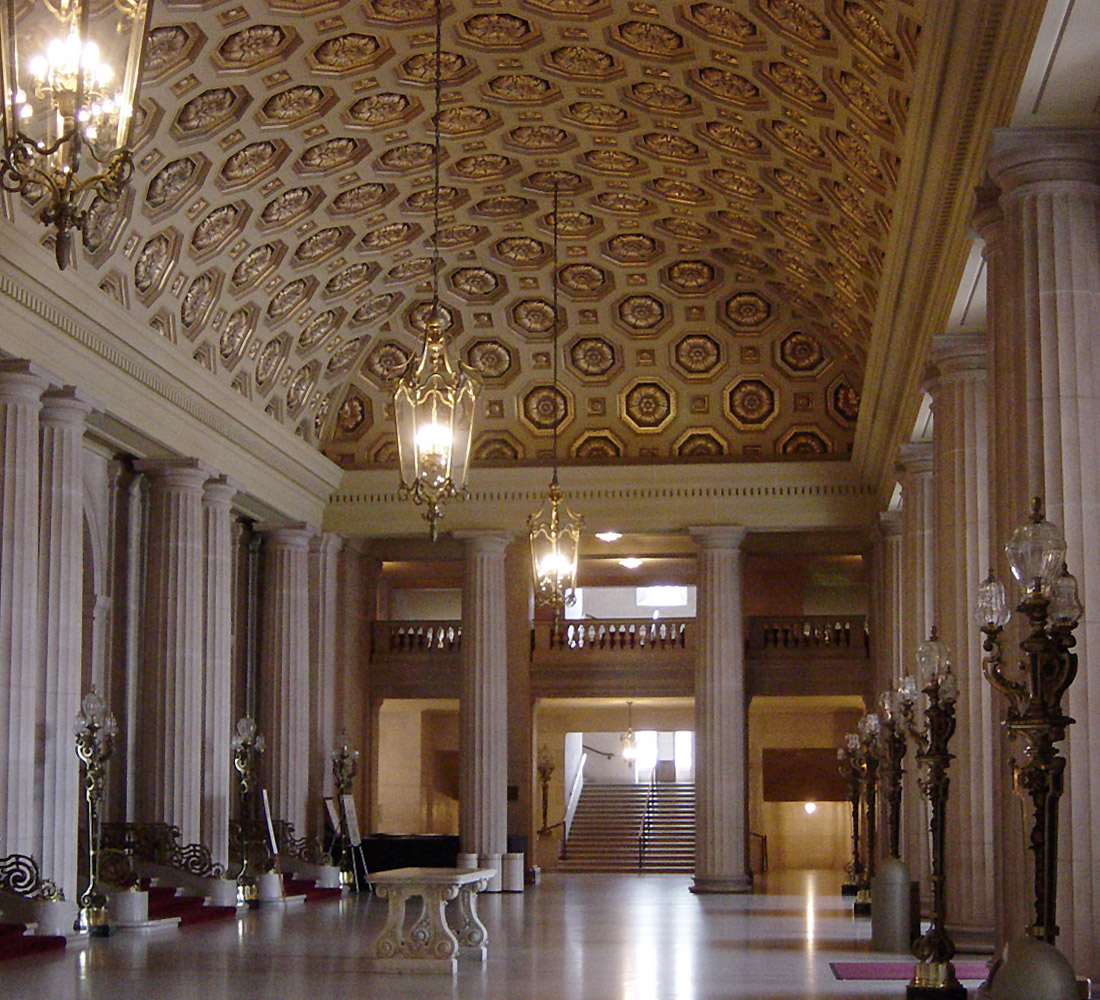
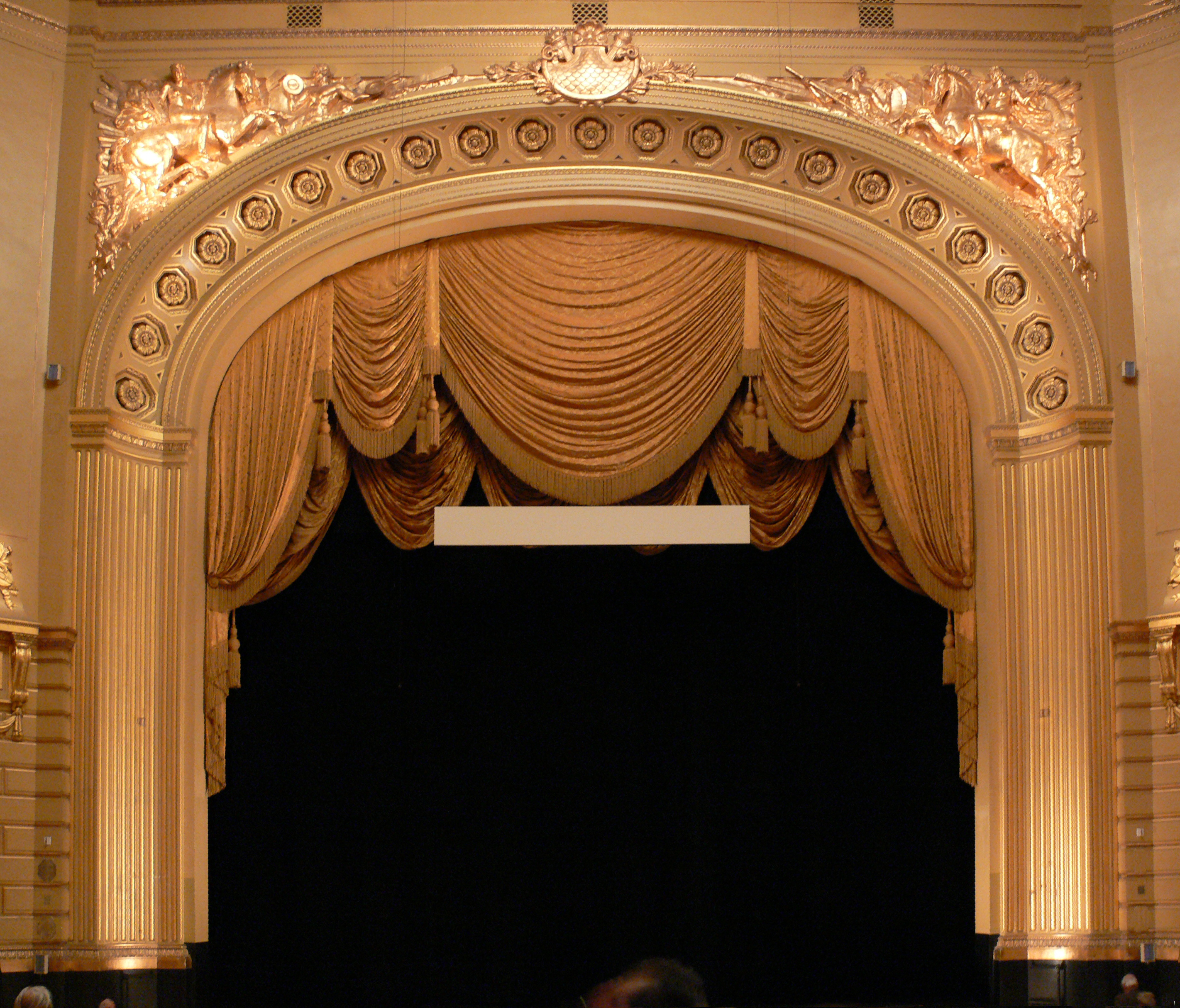
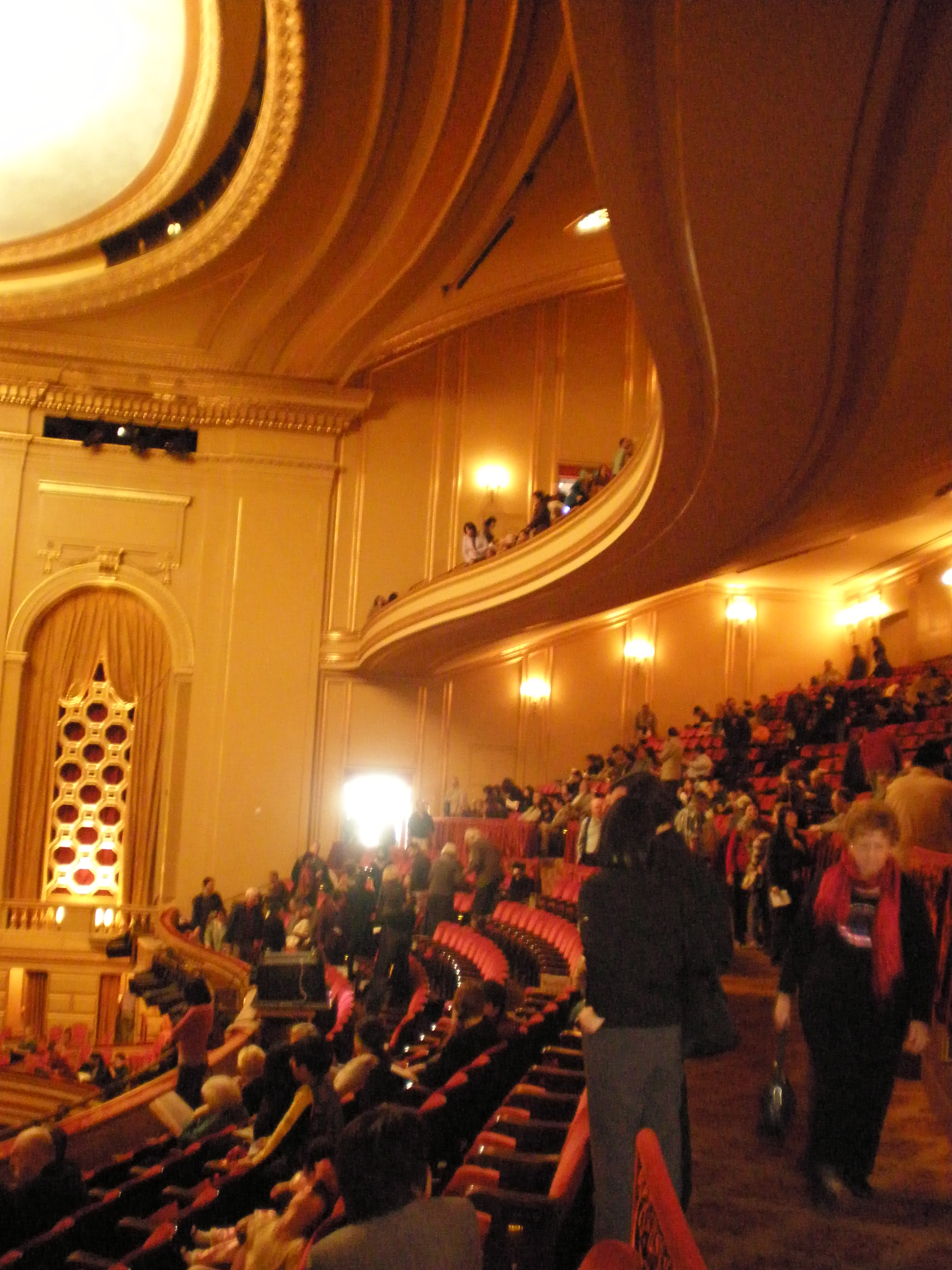